# Эль-Гуарко (кантон)
Эль-Гуарко (исп. El Guarco) — кантон в провинции Картаго Коста-Рики.

## География
Находится на западе провинции. Граничит с провинцией Сан-Хосе. Административный центр — Эль-Техар.

## Округа
Кантон разделён на 4 округа:
1. Эль-Техар
2. Сан-Исидро
3. Тобоси
4. Патио-де-Агуа